# 埃列尔·桑切斯·莱昂
埃列尔·桑切斯·莱昂（西班牙語：Eriel Sánchez León，1975年4月12日—），古巴棒球运动员。他曾代表古巴国家队参加2004年和2008年夏季奥林匹克运动会棒球比赛，获得一枚金牌和一枚银牌。